# Arrows A9
Pour les articles homonymes, voir A9.
Chronologie des modèles (1986)
Arrows A8 Arrows A10
L'Arrows A9 est une monoplace de Formule 1 engagée par l'écurie britannique Arrows dans le cadre des Grands Prix d'Allemagne, de Hongrie et d'Autriche 1986. L'A9 est pilotée par le Belge Thierry Boutsen et l'Allemand Christian Danner.

## Historique
Pour 1986, Arrows est contraint de poursuivre son partenariat technique avec BMW alors même que le moteur à quatre cylindres en ligne turbocompressé se révèle peu performant. De plus, l'A8 doit démarrer la saison car la nouvelle A9 n'est pas encore finalisée. Boutsen, désormais épaulé par Christian Danner en provenance d’Osella, inscrit le seul point d'une saison catastrophique en Autriche, au volant de l'ancienne A8. 
L'A9 est une monoplace dont la conception est ratée et, faute de performance, n'est alignée qu'en de rares occasion. Son principal défaut est une coque en carbone, fabriquée par British Aerospace, qui se tord inconsidérément à chaque passage en appui. Deux fois qualifiée (en vingt-et-unième et dix-huitième position), elle ne termine aucune course : par deux fois son turbocompresseur casse puis un bris de suspension provoque son abandon. 
Dave Wass, limogé avant la fin de la saison, est remplacé par Coppuck qui se contente d'aligner le modèle A8, moins calamiteux. Pour autant, Coppuck quitte rapidement à son tour Arrows et Ross Brawn est chargé de concevoir l'A10 qui doit être engagée en 1987.

## Résultats en championnat du monde de Formule 1

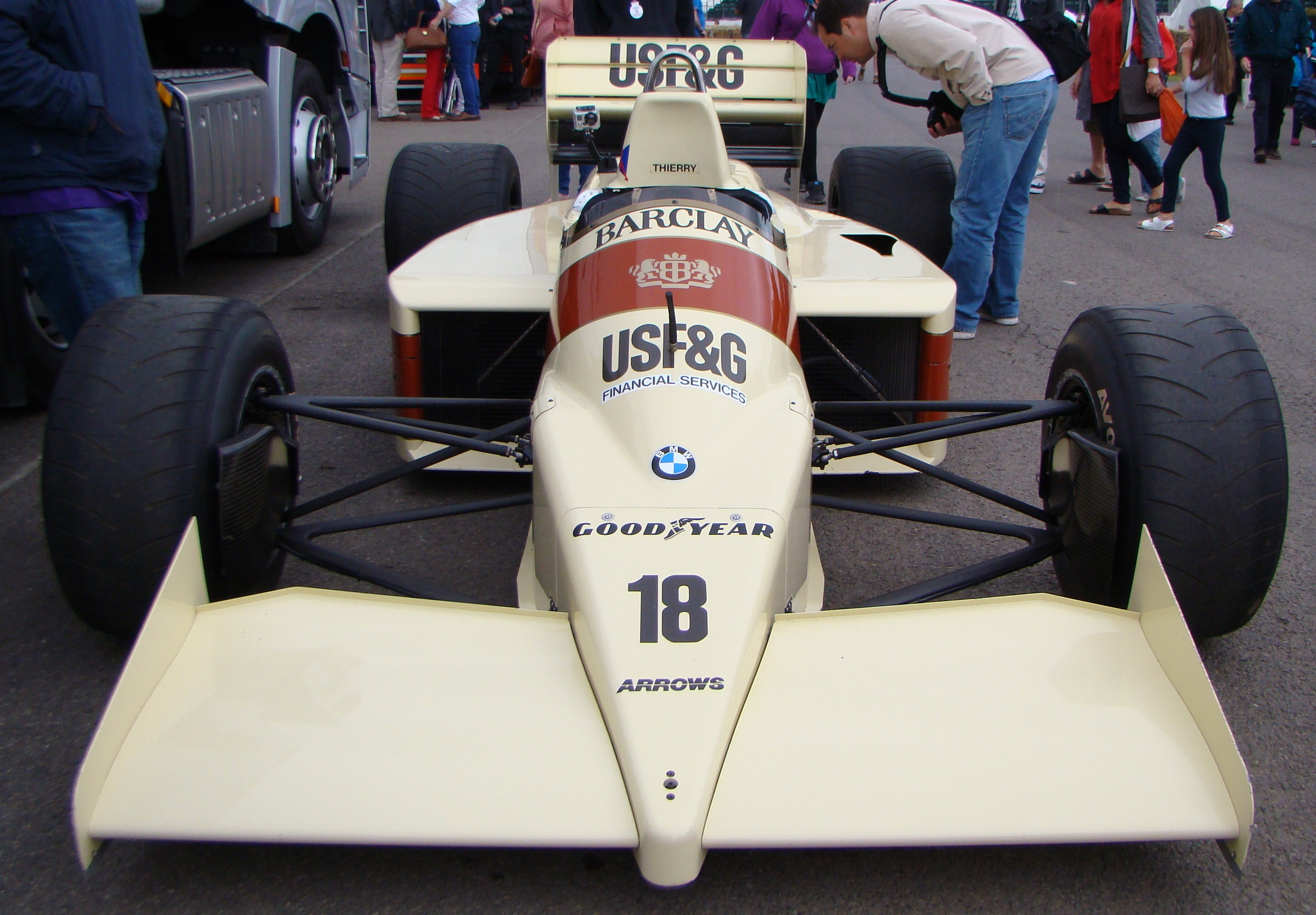
L'Arrows A9 exposée au Festival de Goodwood 2012.

| Saison | Écurie             | Moteur | Pneus    | Pilotes          | Courses | Courses | Courses | Courses | Courses | Courses | Courses | Courses | Courses | Courses | Courses | Courses | Courses | Courses | Courses | Courses | Points inscrits | Classement |
| Saison | Écurie             | Moteur | Pneus    | Pilotes          | 1       | 2       | 3       | 4       | 5       | 6       | 7       | 8       | 9       | 10      | 11      | 12      | 13      | 14      | 15      | 16      | Points inscrits | Classement |
| ------ | ------------------ | ------ | -------- | ---------------- | ------- | ------- | ------- | ------- | ------- | ------- | ------- | ------- | ------- | ------- | ------- | ------- | ------- | ------- | ------- | ------- | --------------- | ---------- |
| 1986   | Barclay Arrows BMW | BMW L4 | Goodyear |                  | BRÉ     | ESP     | SMR     | MON     | BEL     | CAN     | DET     | FRA     | GBR     | ALL     | HON     | AUT     | ITA     | POR     | MEX     | AUS     | 1*              | 10e        |
| 1986   | Barclay Arrows BMW | BMW L4 | Goodyear | Christian Danner |         |         |         |         |         |         |         |         |         |         | Abd     |         |         |         |         |         | 1*              | 10e        |
| 1986   | Barclay Arrows BMW | BMW L4 | Goodyear | Thierry Boutsen  |         |         |         |         |         |         |         |         |         | Abd     |         | Abd     |         |         |         |         | 1*              | 10e        |

Légende : ici
- * 1 point marqué avec l'Arrows A8.